# Ischiopsopha gigantea
Ischiopsopha gigantea är en skalbaggsart som beskrevs av Paul Norbert Schürhoff 1934. Ischiopsopha gigantea ingår i släktet Ischiopsopha och familjen Cetoniidae. Utöver nominatformen finns också underarten I. g. caganeki.